# Establishment
Onder establishment wordt over het algemeen verstaan: "de gevestigde orde", oftewel de groep van personen die het geheel van institutionele, politieke, culturele, juridische en economische hefbomen in handen heeft en die deze macht uiteraard ook wenst te bestendigen. Ze hangt dus nauw samen met elites en kringen waarbinnen de leden ervan elkaar frequenteren (vrijmetselaarsloges, exclusieve clubs, allerlei lobby's).
De aan het Engels ontleende term kreeg vanaf de jaren 50 van de twintigste eeuw, onder invloed van filosofen als Jean-Paul Sartre en Herbert Marcuse, een uitgesproken pejoratieve betekenis en werd een sleutelbegrip in de maatschappijkritiek van de naoorlogse Europese linkerzijde. Anderzijds heeft de kritische beweging ook een rechts-populistische tak en werd politiek zelfs een beduidende factor, met onder meer Pim Fortuyn in Nederland, Jean-Pierre Van Rossem in België en nadien het Vlaams Blok (het huidige Vlaams Belang), dat zich vooral tegen het Belgisch establishment keert, als emanatie van de Franstalige dominantie over de Vlaamse meerderheid.
Via de affaire-Dutroux en de daaropvolgende Witte Mars werd het Belgisch establishment geconfronteerd met een brede maatschappelijke onderstroom die zich ertegen keerde, wat aanleiding gaf tot tal van netwerk- en complottheorieën.
Anti-establishment-attitudes zijn nochtans zeer oud: men vindt ze al terug bij de Griekse cynici (Diogenes van Sinope) en Socrates. In de moderne filosofie is vooral Jean-Jacques Rousseau een gangmaker van het anti-institutionele denken. Hij vindt navolgers in onder meer Friedrich Nietzsche (die zich 'aristocratisch' opstelt maar tegelijk tegen elke gevestigde culturele en sociale orde fulmineert) en de anarchistische denkers (Michail Bakoenin, Pierre-Joseph Proudhon).